# Christiane Abenthung
Christiane Abenthung (* 28. April 1973 in Innsbruck) ist eine ehemalige österreichische Skirennläuferin. Ihr größter Erfolg war der Gewinn der Slalomwertung im Europacup in der Saison 1993/94.

## Biografie
Abenthung wurde 1989 im Alter von 16 Jahren in den Kader des Österreichischen Skiverbandes aufgenommen. Im Jahr 1991 wurde sie Österreichische Juniorenmeisterin im Slalom und im Super-G. Bei den Juniorenweltmeisterschaften 1991 kam sie im Super-G, im Slalom und in der Kombinationswertung unter die besten zehn. Danach erlitt ihre noch junge Karriere einen schweren Rückschlag, als sie bei einem Sturz im Super-G-Training in Leogang Bänderrisse im linken Knie erlitt und nach mehreren Operationen fast zwei Jahre keine Rennen bestreiten konnte.
Nach der Verletzung startete Abenthung nur noch in den technischen Disziplinen und war vor allem im Slalom erfolgreich. In ihrer Comebacksaison 1993/94 gewann sie mit einem Sieg im Slalom von Gstaad, einem zweiten Platz in Abetone und einem dritten Rang in Zwiesel die Slalomwertung im Europacup. Am 19. Dezember 1993 kam sie in St. Anton zu ihrem ersten Weltcupeinsatz und zu Saisonende gewann sie mit Platz neun im Slalom von Vail zum ersten und einzigen Mal Weltcuppunkte.
Nach dem Winter musste sich Abenthung einer weiteren Operation unterziehen und erreichte in Folge während der Saison 1994/95 nicht ihre Vorjahresleistungen. Im Europacup war ein 15. Platz im Slalom von Zakopane ihr bestes Ergebnis, weshalb sie nach dem Winter aus dem ÖSV-Kader entlassen wurde und daraufhin ihre sportliche Karriere beendete.

## Erfolge

### Juniorenweltmeisterschaften
- Geilo 1991: 7. Super-G, 8. Slalom, 9. Kombination, 14. Abfahrt, 21. Riesenslalom

### Weltcup
- Eine Platzierung unter den besten zehn

### Europacup
- Saison 1993/94: 10. Gesamtwertung, 1. Slalomwertung
- Ein Sieg (Slalom in Gstaad 1993/94), ein zweiter und ein dritter Platz